# Volques arecòmics
Els volques arecòmics (llatí Volcae Arecomici) foren una de les dues tribus de gals volques en què es va dividir aquest poble, procedent de la Vall del Danubi i establerta el segle iii aC a la regió entre el Rosselló i el Roine. L'altra tribu tenia el nom de volques tectòsages.
Els volques arecòmics van tenir per centre la ciutat de Nimes. Foren romanitzats a partir del 120 aC.

## Història
Juntament amb els volques tectòsages, els volques arecòmics constituïen un poble celta que va emigrar cap al segle iii aC, procedents de les regions del Danubi i que es van instal·lar al sud de la Gàl·lia. Encara que es diu que els volques arecòmics eren un poble celta, cal entendre aquesta afirmació de forma relativa, ja que van ser el fruit d'una barreja ètnica complexa. Anteriorment al domini romà, altres pobles havien deixat una notable influència en el desenvolupament d'aquesta zona. Se sap, per exemple que els ibers van participar en les activitats comercials, si més no amb les ciutats de més a l'oest, per exemple amb l'antiga Ausseruna. Això ha estat demostrat per les nombroses inscripcions trobades en llengua ibèrica. Cap a l'est, de la zona ocupada pels volques arecòmics, s'han trobat proves de relacions comercials amb els grecs. Sembla que els grecs havien estès la seva hegemonia prenent possessió de la ciutat de Latas i la d'Agde.

Probable ruta que van seguir els volques arecòmics fins a instal·lar-se a la Gàl·lia

Al segle ii aC, els romans van ampliar el seu territori pel sud de la Gàl·lia. En els textos romans d'aquella època ja es feia distinció entre els volques arecòmics i els altres volques. La primera font escrita on es parla d'ells és un relat del mateix Juli Cèsar. Llevat de la diferència de nom entre aquests grups (arecòmics i tectòsages) els romans no van notar diferències culturals complexes entre ells.
El seu territori ocupava una part de l'actual regió del Llenguadoc-Rosselló, a l'oest del Roina i fins a les Muntanyes Negres.
Es creu que feien servir la desembocadura del Roina per comerciar amb colònies gregues com ara Roses. Polibi en la seva narració sobre el líder cartaginès Hanníbal Barca quan estava travessant el Roina diu: «es va conciliar amb l'amabilitat dels habitants (...) que compraven les seves barques i els seus vaixells, que tenien en nombre suficient, perquè molts dels habitants de la riba feien les importacions per mar».

## Poblacions
Van fundar la ciutat de Nemausus (actual Nimes), i en va ser la capital. Abans de l'arribada dels romans, Nemausus va tenir primacia sobre els territoris veïns.
Una altra ciutat fundada per ells van ser Substantion, que els romans deien Sextantio (actual Castèlnòu de Les).